# باريس-نيس 2025
باريس-نيس 2025 (بالفرنسية: Paris-Nice 2025)‏ هو سباق دراجات هوائية، وهو الموسم الثالث والثمانين من باريس-نايس، وأقيم خلال الفترة من 9 مارس 2025، وحتى 16 مارس 2025.
فاز بالمركز الأول Matteo Jorgenson ‏، وفاز بالمركز الثاني وفي ترتيب النقاط للشباب Florian Lipowitz ‏، بينما جاء ثيمين أرينسمان في المركز الثالث، بينما فاز مادس بيدرسن بترتيب النقاط، أما ترتيب الفرق، فقد فاز به فريق إنيوس 2025 ‏، في حين نال Thomas Gachignard ‏ صدارة تصنيف الجبال.

## الفرق
| فرق عالمية (18)- Alpecin-Deceuninck - Arkéa-B&B Hotels - Bahrain-Victorious - Cofidis - Decathlon AG2R La Mondiale Team - EF Education-EasyPost - Groupama-FDJ - Ineos Grenadiers - Intermarché-Wanty - Lidl-Trek - Movistar Team - Red Bull-BORA-hansgrohe - Soudal Quick-Step - Team Jayco AlUla - Team Picnic-PostNL - Team Visma \| Lease a Bike - UAE Team Emirates XRG - XDS Astana Team فرق برو (4)- Team TotalEnergies - سويس ريسينغ أكادمي ‏ - أونو-إكس موبيليتي ‏ - كاجا رورال-سيغوروس 2025 ‏ |  |
| |  |

## المراحل
| قائمة المراحل | قائمة المراحل | قائمة المراحل                                   | قائمة المراحل               | قائمة المراحل | قائمة المراحل | قائمة المراحل              | قائمة المراحل     |
| المرحلة       | التاريخ       | الدورة                                          |                             | المسافة (كم)  | الارتفاع      | الفائز بالمرحلة            | القائد العام      |
| ------------- | ------------- | ----------------------------------------------- | --------------------------- | ------------- | ------------- | -------------------------- | ----------------- |
| المرحلة 1     | 9 مارس        | Le Perray-en-Yvelines ‏ – Le Perray-en-Yvelines ‏ | مرحلة جبلية                 | 156٫5         | 1٬285 م       | تيم ميرلير                 | تيم ميرلير        |
| المرحلة 2     | 10 مارس       | Montesson ‏ – Bellegarde, Loiret ‏                | مرحلة مستوية                | 183٫9         | 982 م         | تيم ميرلير                 | تيم ميرلير        |
| المرحلة 3     | 11 مارس       | حلبة نيفير مانيي كور – نيفير                    | سباق الطريق ضد الساعة للفرق | 28٫4          | 264 م         | Team Visma \| Lease a Bike | Matteo Jorgenson ‏ |
| المرحلة 4     | 12 مارس       | فيشي – La Loge des Gardes ‏                      | مرحلة جبلية متوسطة          | 163٫4         | 2٬737 م       | جواو ألميدا                | جوناس فينجارد     |
| المرحلة 5     | 13 مارس       | Saint-Just-en-Chevalet ‏ – La Côte-Saint-André ‏  | مرحلة جبلية                 | 203٫3         | 2٬604 م       | Lenny Martinez (cyclist) ‏  | Matteo Jorgenson ‏ |
| المرحلة 6     | 14 مارس       | Saint-Julien-en-Saint-Alban ‏ – Berre-l'Étang ‏   | مرحلة مستوية                | 209٫8         | 1٬555 م       | مادس بيدرسن                | Matteo Jorgenson ‏ |
| المرحلة 7     | 15 مارس       | نيس – Auron (ski resort) ‏                       | مرحلة جبلية                 | 147٫8         | 3٬723 م       | مايكل ستورر                | Matteo Jorgenson ‏ |
| المرحلة 8     | 16 مارس       | نيس – نيس                                       | مرحلة جبلية متوسطة          | 119٫9         | 2٬713 م       | ماغنوس شيفيلد              | Matteo Jorgenson ‏ |

## النتيجة

### مرحلة 1
هي مرحلة جبلية، أقيمت في 9 مارس 2025، وامتدّت لمسافة 156.5 كيلومتر. فاز بالمركز الأول، وتصدر ترتيب النقاط والترتيب العام تيم ميرلير، أما ترتيب الفرق، فقد فاز به 2025 XDS Astana Team ‏، وتصدر ترتيب التسلق Alexandre Delettre ‏، وتصدر تصنيف القتال Samuel Fernández ‏، وتصدر ترتيب الشباب ماغنوس شيفيلد.
| التصنيف العام | التصنيف العام        | التصنيف العام              | التصنيف العام | التصنيف العام |
| العداء        | العداء               | الفريق                     | الوقت         |               |
| ------------- | -------------------- | -------------------------- | ------------- | ------------- |
| 1             | تيم ميرلير           | دكونيك كويك ستب            | 3 س 32 د 03 ث |               |
| 2             | ارنو ديمار           | فورتنيو سامسيك             | + 4 ث         |               |
| 3             | جوناتان نارفيز       | فريق الإمارات              | + 4 ث         |               |
| 4             | Alberto Dainese ‏     | سويس ريسينغ أكادمي ‏        | + 6 ث         |               |
| 5             | Matteo Jorgenson ‏    | Team Visma \| Lease a Bike | + 6 ث         |               |
| 6             | ماغنوس شيفيلد        | فريق إنيوس                 | + 8 ث         |               |
| 7             | خوان سباستيان مولانو | فريق الإمارات              | + 10 ث        |               |
| 8             | Axel Zingle ‏         | Team Visma \| Lease a Bike | + 10 ث        |               |
| 9             | Yevgeniy Fedorov ‏    | فريق آستانا                | + 10 ث        |               |
| 10            | Mick van Dijke ‏      | بورا–هانسغروه              | + 10 ث        |               |
|               |                      |                            |               |               |
|               |                      |                            |               |               |

### مرحلة 2
هي مرحلة مستوية، أقيمت في 10 مارس 2025، وامتدّت لمسافة 183.9 كيلومتر. فاز بالمركز الأول، وتصدر الترتيب العام وترتيب النقاط تيم ميرلير، أما ترتيب الفرق، فقد فاز به 2025 XDS Astana Team ‏، وتصدر تصنيف القتال جوناس إبراهمسين ‏، وتصدر ترتيب التسلق Alexandre Delettre ‏، وتصدر ترتيب الشباب Mick van Dijke ‏.
| التصنيف العام | التصنيف العام      | التصنيف العام              | التصنيف العام | التصنيف العام |
| العداء        | العداء             | الفريق                     | الوقت         |               |
| ------------- | ------------------ | -------------------------- | ------------- | ------------- |
| 1             | تيم ميرلير         | دكونيك كويك ستب            | 7 س 43 د 12 ث |               |
| 2             | ارنو ديمار         | فورتنيو سامسيك             | + 14 ث        |               |
| 3             | Emilien Jeannière ‏ | ديركت إينرجي               | + 14 ث        |               |
| 4             | Matteo Jorgenson ‏  | Team Visma \| Lease a Bike | + 14 ث        |               |
| 5             | جوناتان نارفيز     | فريق الإمارات              | + 14 ث        |               |
| 6             | جوناس إبراهمسين ‏   | أونو-إكس موبيليتي ‏         | + 14 ث        |               |
| 7             | مادس بيدرسن        | تريك سيغافريدو             | + 16 ث        |               |
| 8             | Mick van Dijke ‏    | بورا–هانسغروه              | + 16 ث        |               |
| 9             | Alberto Dainese ‏   | سويس ريسينغ أكادمي ‏        | + 16 ث        |               |
| 10            | ماغنوس شيفيلد      | فريق إنيوس                 | + 18 ث        |               |
|               |                    |                            |               |               |
|               |                    |                            |               |               |

### مرحلة 3
هي مرحلة من نوع سباق الزمن على الطريق للفرق، أقيمت في 11 مارس 2025، وامتدّت لمسافة 28.4 كيلومتر. فاز بالمركز الأول، أما ترتيب الفرق، فقد فاز به Lease a Bike ‏، وتصدر ترتيب الشباب Florian Lipowitz ‏، وتصدر الترتيب العام Matteo Jorgenson ‏، وتصدر ترتيب النقاط تيم ميرلير، وتصدر ترتيب التسلق Alexandre Delettre ‏.
| التصنيف العام | التصنيف العام       | التصنيف العام              | التصنيف العام | التصنيف العام |
| العداء        | العداء              | الفريق                     | الوقت         |               |
| ------------- | ------------------- | -------------------------- | ------------- | ------------- |
| 1             | Matteo Jorgenson ‏   | Team Visma \| Lease a Bike | 8 س 13 د 52 ث |               |
| 2             | جوناس فينجارد       | Team Visma \| Lease a Bike | + 6 ث         |               |
| 3             | مايكل ماثيوز        | فريق جايكو-العلا           | + 21 ث        |               |
| 4             | بين أوكونور         | فريق جايكو-العلا           | + 21 ث        |               |
| 5             | ألكساندر فلاسوف     | بورا–هانسغروه              | + 31 ث        |               |
| 6             | Florian Lipowitz ‏   | بورا–هانسغروه              | + 31 ث        |               |
| 7             | ماورو شميد          | فريق جايكو-العلا           | + 31 ث        |               |
| 8             | Ben Zwiehoff ‏       | بورا–هانسغروه              | + 34 ث        |               |
| 9             | ماتياس سكجلموس جنسن | تريك سيغافريدو             | + 36 ث        |               |
| 10            | ماغنوس شيفيلد       | فريق إنيوس                 | + 38 ث        |               |
|               |                     |                            |               |               |
|               |                     |                            |               |               |

### مرحلة 4
هي مرحلة جبلية متوسطة، أقيمت في 12 مارس 2025، وامتدّت لمسافة 163.4 كيلومتر. فاز بالمركز الأول، وتصدر ترتيب التسلق جواو ألميدا، وتصدر ترتيب الشباب ماتياس سكجلموس جنسن، وتصدر ترتيب النقاط تيم ميرلير، أما ترتيب الفرق، فقد فاز به فريق إنيوس 2025 ‏، وتصدر تصنيف القتال توبياس فوس، وتصدر الترتيب العام جوناس فينجارد.
| التصنيف العام | التصنيف العام             | التصنيف العام                         | التصنيف العام  | التصنيف العام |
| العداء        | العداء                    | الفريق                                | الوقت          |               |
| ------------- | ------------------------- | ------------------------------------- | -------------- | ------------- |
| 1             | جوناس فينجارد             | Team Visma \| Lease a Bike            | 11 س 50 د 59 ث |               |
| 2             | Matteo Jorgenson ‏         | Team Visma \| Lease a Bike            | + 5 ث          |               |
| 3             | ماتياس سكجلموس جنسن       | تريك سيغافريدو                        | + 33 ث         |               |
| 4             | Florian Lipowitz ‏         | بورا–هانسغروه                         | + 36 ث         |               |
| 5             | جواو ألميدا               | فريق الإمارات                         | + 37 ث         |               |
| 6             | ثيمين أرينسمان            | فريق إنيوس                            | + 56 ث         |               |
| 7             | براندون ماكنولتي          | فريق الإمارات                         | + 58 ث         |               |
| 8             | توبياس فوس                | فريق إنيوس                            | + 1 د 06 ث     |               |
| 9             | Lenny Martinez (cyclist) ‏ | فريق البحرين ميريدا للدراجات الهوائية | + 1 د 09 ث     |               |
| 10            | Pablo Castrillo ‏          | موفيستار                              | + 1 د 22 ث     |               |
|               |                           |                                       |                |               |
|               |                           |                                       |                |               |

### مرحلة 5
هي مرحلة جبلية، أقيمت في 13 مارس 2025، وامتدّت لمسافة 203.3 كيلومتر. فاز بالمركز الأول Lenny Martinez ‏، وتصدر ترتيب الشباب Florian Lipowitz ‏، وتصدر ترتيب التسلق جواو ألميدا، وتصدر الترتيب العام Matteo Jorgenson ‏، أما ترتيب الفرق، فقد فاز به فريق إنيوس 2025 ‏، وتصدر تصنيف القتال بن سويفت، وتصدر ترتيب النقاط تيم ميرلير.
| التصنيف العام | التصنيف العام             | التصنيف العام                         | التصنيف العام  | التصنيف العام |
| العداء        | العداء                    | الفريق                                | الوقت          |               |
| ------------- | ------------------------- | ------------------------------------- | -------------- | ------------- |
| 1             | Matteo Jorgenson ‏         | Team Visma \| Lease a Bike            | 16 س 27 د 26 ث |               |
| 2             | جوناس فينجارد             | Team Visma \| Lease a Bike            | + 22 ث         |               |
| 3             | Florian Lipowitz ‏         | بورا–هانسغروه                         | + 36 ث         |               |
| 4             | جواو ألميدا               | فريق الإمارات                         | + 40 ث         |               |
| 5             | Lenny Martinez (cyclist) ‏ | فريق البحرين ميريدا للدراجات الهوائية | + 55 ث         |               |
| 6             | ماتياس سكجلموس جنسن       | تريك سيغافريدو                        | + 57 ث         |               |
| 7             | براندون ماكنولتي          | فريق الإمارات                         | + 1 د 05 ث     |               |
| 8             | ثيمين أرينسمان            | فريق إنيوس                            | + 1 د 14 ث     |               |
| 9             | Clément Champoussin ‏      | فريق آستانا                           | + 1 د 22 ث     |               |
| 10            | Harold Tejada ‏            | فريق آستانا                           | + 1 د 24 ث     |               |
|               |                           |                                       |                |               |
|               |                           |                                       |                |               |

### مرحلة 6
هي مرحلة مستوية، أقيمت في 14 مارس 2025، وامتدّت لمسافة 209.8 كيلومتر. فاز بالمركز الأول، وتصدر ترتيب النقاط مادس بيدرسن، وتصدر ترتيب التسلق Thomas Gachignard ‏، وتصدر الترتيب العام Matteo Jorgenson ‏، وتصدر ترتيب الشباب Florian Lipowitz ‏، أما ترتيب الفرق، فقد فاز به فريق إنيوس 2025 ‏، وتصدر تصنيف القتال ريمي كافانيا.
| التصنيف العام | التصنيف العام        | التصنيف العام              | التصنيف العام  | التصنيف العام |
| العداء        | العداء               | الفريق                     | الوقت          |               |
| ------------- | -------------------- | -------------------------- | -------------- | ------------- |
| 1             | Matteo Jorgenson ‏    | Team Visma \| Lease a Bike | 20 س 52 د 57 ث |               |
| 2             | Florian Lipowitz ‏    | بورا–هانسغروه              | + 40 ث         |               |
| 3             | ماتياس سكجلموس جنسن  | تريك سيغافريدو             | + 59 ث         |               |
| 4             | ثيمين أرينسمان       | فريق إنيوس                 | + 1 د 20 ث     |               |
| 5             | جواو ألميدا          | فريق الإمارات              | + 2 د 40 ث     |               |
| 6             | توبياس فوس           | فريق إنيوس                 | + 2 د 47 ث     |               |
| 7             | ماغنوس شيفيلد        | فريق إنيوس                 | + 2 د 54 ث     |               |
| 8             | براندون ماكنولتي     | فريق الإمارات              | + 3 د 05 ث     |               |
| 9             | Clément Champoussin ‏ | فريق آستانا                | + 3 د 22 ث     |               |
| 10            | Harold Tejada ‏       | فريق آستانا                | + 3 د 24 ث     |               |
|               |                      |                            |                |               |
|               |                      |                            |                |               |

### مرحلة 7
هي مرحلة جبلية، أقيمت في 15 مارس 2025، وامتدّت لمسافة 147.8 كيلومتر. فاز بالمركز الأول، وتصدر تصنيف القتال مايكل ستورر، وتصدر ترتيب التسلق Thomas Gachignard ‏، وتصدر الترتيب العام Matteo Jorgenson ‏، وتصدر ترتيب النقاط مادس بيدرسن، أما ترتيب الفرق، فقد فاز به فريق إنيوس 2025 ‏، وتصدر ترتيب الشباب Florian Lipowitz ‏.
| التصنيف العام | التصنيف العام        | التصنيف العام              | التصنيف العام  | التصنيف العام |
| العداء        | العداء               | الفريق                     | الوقت          |               |
| ------------- | -------------------- | -------------------------- | -------------- | ------------- |
| 1             | Matteo Jorgenson ‏    | Team Visma \| Lease a Bike | 23 س 37 د 42 ث |               |
| 2             | Florian Lipowitz ‏    | بورا–هانسغروه              | + 37 ث         |               |
| 3             | ثيمين أرينسمان       | فريق إنيوس                 | + 1 د 20 ث     |               |
| 4             | مايكل ستورر          | سويس ريسينغ أكادمي ‏        | + 2 د 25 ث     |               |
| 5             | جواو ألميدا          | فريق الإمارات              | + 2 د 40 ث     |               |
| 6             | ماغنوس شيفيلد        | فريق إنيوس                 | + 2 د 54 ث     |               |
| 7             | براندون ماكنولتي     | فريق الإمارات              | + 3 د 05 ث     |               |
| 8             | Clément Champoussin ‏ | فريق آستانا                | + 3 د 22 ث     |               |
| 9             | توبياس فوس           | فريق إنيوس                 | + 3 د 28 ث     |               |
| 10            | Harold Tejada ‏       | فريق آستانا                | + 3 د 36 ث     |               |
|               |                      |                            |                |               |
|               |                      |                            |                |               |

### مرحلة 8
هي مرحلة جبلية متوسطة، أقيمت في 16 مارس 2025، وامتدّت لمسافة 119.9 كيلومتر. فاز بالمركز الأول ماغنوس شيفيلد، وتصدر ترتيب التسلق Thomas Gachignard ‏، وتصدر الترتيب العام Matteo Jorgenson ‏، وتصدر ترتيب النقاط وتصنيف القتال مادس بيدرسن، أما ترتيب الفرق، فقد فاز به فريق إنيوس 2025 ‏، وتصدر ترتيب الشباب Florian Lipowitz ‏.

## المشاركون
| Team Visma \| Lease a Bike TVL                | Team Visma \| Lease a Bike TVL | Team Visma \| Lease a Bike TVL |
| --------------------------------------------- | ------------------------------ | ------------------------------ |
| م                                             | عداء                           | مرتبة                          |
| 1                                             | Matteo Jorgenson ‏              | 1                              |
| 2                                             | Edoardo Affini ‏ (زمني فردي)    | 104                            |
| 3                                             | فكتور كامبنارتس                | 56                             |
| 4                                             | بير ستراند هاجينز              | لم يكمل السباق-8               |
| 5                                             | Bart Lemmen ‏                   | 71                             |
| 6                                             | جوناس فينجارد                  | لم يبدأ-6                      |
| 7                                             | Axel Zingle ‏                   | 53                             |
| مدير الرياضة: فرانس ماسين, Arthur van Dongen ‏ |                                |                                |

| Soudal Quick-Step SOQ                   | Soudal Quick-Step SOQ | Soudal Quick-Step SOQ |
| --------------------------------------- | --------------------- | --------------------- |
| م                                       | عداء                  | مرتبة                 |
| 11                                      | ماكسيميليان شاخمان    | 17                    |
| 12                                      | Ayco Bastiaens ‏       | 102                   |
| 13                                      | يفيس لامارت           | 86                    |
| 14                                      | تيم ميرلير (طريق)     | لم يكمل السباق-8      |
| 15                                      | دريس فان جيستل        | 76                    |
| 16                                      | Bert Van Lerberghe ‏   | لم يكمل السباق-8      |
| 17                                      | Ilan Van Wilder ‏      | 10                    |
| مدير الرياضة: توم ستيلز, درايس ديفينينز |                       |                       |

| UAE Team Emirates XRG UAD                      | UAE Team Emirates XRG UAD    | UAE Team Emirates XRG UAD |
| ---------------------------------------------- | ---------------------------- | ------------------------- |
| م                                              | عداء                         | مرتبة                     |
| 21                                             | براندون ماكنولتي (زمني فردي) | لم يكمل السباق-8          |
| 22                                             | جواو ألميدا                  | 6                         |
| 23                                             | إيفو أوليفيرا                | 105                       |
| 24                                             | خوان سباستيان مولانو         | لم يبدأ-7                 |
| 25                                             | جوناتان نارفيز (طريق)        | 37                        |
| 26                                             | Nils Politt ‏ (زمني فردي)     | 40                        |
| 27                                             | بافل سيفاكوف                 | 85                        |
| مدير الرياضة: فابيو بالداتو, Simone Pedrazzini‏ |                              |                           |

| Lidl-Trek LTK                          | Lidl-Trek LTK           | Lidl-Trek LTK    |
| -------------------------------------- | ----------------------- | ---------------- |
| م                                      | عداء                    | مرتبة            |
| 31                                     | Mattias Skjelmose       | لم يكمل السباق-7 |
| 32                                     | جوليان برنارد           | لم يبدأ-4        |
| 33                                     | ريان جيبونز             | لم يكمل السباق-5 |
| 34                                     | Daan Hoole ‏ (زمني فردي) | 57               |
| 35                                     | اليكس كيرش              | 65               |
| 36                                     | مادس بيدرسن             | 26               |
| 37                                     | Otto Vergaerde ‏         | 79               |
| مدير الرياضة: ستيفن دي جونغ, مايكل شير |                         |                  |

| Red Bull-Bora-Hansgrohe RBH                | Red Bull-Bora-Hansgrohe RBH | Red Bull-Bora-Hansgrohe RBH |
| ------------------------------------------ | --------------------------- | --------------------------- |
| م                                          | عداء                        | مرتبة                       |
| 41                                         | ألكساندر فلاسوف             | 35                          |
| 42                                         | Florian Lipowitz ‏           | 2                           |
| 43                                         | ريان مولين                  | 110                         |
| 44                                         | Matteo Sobrero ‏             | 28                          |
| 45                                         | Mick van Dijke ‏             | 91                          |
| 46                                         | داني فان بوبيل              | لم يكمل السباق-2            |
| 47                                         | Ben Zwiehoff ‏               | 36                          |
| مدير الرياضة: باتكسي فيلا, Shane Archbold ‏ |                             |                             |

| Team Jayco AlUla JAY                   | Team Jayco AlUla JAY   | Team Jayco AlUla JAY |
| -------------------------------------- | ---------------------- | -------------------- |
| م                                      | عداء                   | مرتبة                |
| 51                                     | بين أوكونور            | 14                   |
| 52                                     | Luke Durbridge ‏ (طريق) | لم يكمل السباق-2     |
| 53                                     | مايكل هيبورن           | 111                  |
| 54                                     | مايكل ماثيوز           | 55                   |
| 55                                     | Kelland O'Brien ‏       | 66                   |
| 56                                     | ماورو شميد (طريق)      | 33                   |
| 57                                     | ماكس والشيد            | لم يبدأ-7            |
| مدير الرياضة: ماثيو هيمان, بيتر وينينج |                        |                      |

| Ineos Grenadiers IGD                      | Ineos Grenadiers IGD      | Ineos Grenadiers IGD |
| ----------------------------------------- | ------------------------- | -------------------- |
| م                                         | عداء                      | مرتبة                |
| 61                                        | ثيمين أرينسمان            | 3                    |
| 62                                        | توبياس فوس                | 9                    |
| 63                                        | بوب جونهيلس               | 67                   |
| 64                                        | ماغنوس شيفيلد             | 4                    |
| 65                                        | بن سويفت                  | 74                   |
| 66                                        | Josh Tarling ‏ (زمني فردي) | 27                   |
| 67                                        | Samuel Watson (cyclist) ‏  | 77                   |
| مدير الرياضة: كريستيان نيز, ليوناردو باسو |                           |                      |

| Decathlon-AG2R La Mondiale DAT            | Decathlon-AG2R La Mondiale DAT | Decathlon-AG2R La Mondiale DAT |
| ----------------------------------------- | ------------------------------ | ------------------------------ |
| م                                         | عداء                           | مرتبة                          |
| 71                                        | فيليكس غال                     | 18                             |
| 72                                        | برونو أرميريل                  | 62                             |
| 73                                        | Stefan Bissegger ‏              | 43                             |
| 74                                        | Sander De Pestel ‏              | 82                             |
| 75                                        | أوليفر ناسن                    | 59                             |
| 76                                        | Aurélien Paret-Peintre ‏        | 12                             |
| 77                                        | كالوم سكوتسون                  | 61                             |
| مدير الرياضة: سيريل ديسيل, سيباستيان جولي |                                |                                |

| Bahrain Victorious TBV                      | Bahrain Victorious TBV    | Bahrain Victorious TBV |
| ------------------------------------------- | ------------------------- | ---------------------- |
| م                                           | عداء                      | مرتبة                  |
| 81                                          | Santiago Buitrago ‏        | لم يكمل السباق-4       |
| 82                                          | Matevž Govekar ‏           | 109                    |
| 83                                          | Kamil Gradek ‏             | 113                    |
| 84                                          | جاك هايغ                  | 30                     |
| 85                                          | Lenny Martinez (cyclist) ‏ | 24                     |
| 86                                          | فرد رايت                  | 68                     |
| 87                                          | Edoardo Zambanini ‏        | 42                     |
| مدير الرياضة: رومان كريوزيجير, آرت فيرهوتين |                           |                        |

| Team Picnic-PostNL TPP                     | Team Picnic-PostNL TPP | Team Picnic-PostNL TPP |
| ------------------------------------------ | ---------------------- | ---------------------- |
| م                                          | عداء                   | مرتبة                  |
| 91                                         | وارن بارجويل           | 34                     |
| 92                                         | توبياس لوند أندرسن ‏    | 84                     |
| 93                                         | جون ديجينكولب          | 94                     |
| 94                                         | شون فلين ‏              | 92                     |
| 95                                         | فابيو جاكوبسن          | لم يكمل السباق-5       |
| 96                                         | Tim Naberman ‏          | لم يكمل السباق-7       |
| 97                                         | Julius van den Berg ‏   | 89                     |
| مدير الرياضة: Melvin Rullière ‏, رودي كيما ‏ |                        |                        |

| Movistar Team MOV                               | Movistar Team MOV          | Movistar Team MOV |
| ----------------------------------------------- | -------------------------- | ----------------- |
| م                                               | عداء                       | مرتبة             |
| 101                                             | Iván Romeo ‏                | 21                |
| 102                                             | ويل بارتا                  | 15                |
| 103                                             | Pablo Castrillo ‏           | 11                |
| 104                                             | جيفرسون سيبيدا (زمني فردي) | لم يكمل السباق-7  |
| 105                                             | إيفان غارسيا               | 51                |
| 106                                             | Lorenzo Milesi ‏            | 60                |
| 107                                             | Manlio Moro ‏               | 98                |
| مدير الرياضة: بابلو لاستراس, خوسيه خواكين روخاس |                            |                   |

| سويس ريسينغ أكادمي ‏ TUD                               | سويس ريسينغ أكادمي ‏ TUD | سويس ريسينغ أكادمي ‏ TUD |
| ----------------------------------------------------- | ----------------------- | ----------------------- |
| م                                                     | عداء                    | مرتبة                   |
| 111                                                   | جوليان ألافيليب         | 44                      |
| 112                                                   | Alberto Dainese ‏        | لم يبدأ-8               |
| 113                                                   | Robin Froidevaux ‏       | لم يبدأ-7               |
| 114                                                   | ماركو هالر              | 88                      |
| 115                                                   | Fabian Lienhard ‏        | 103                     |
| 116                                                   | مايكل ستورر             | 5                       |
| 117                                                   | ماتيو ترينتين           | 39                      |
| مدير الرياضة: Morgan Lamoisson ‏, Sylvain Blanquefort ‏ |                         |                         |

| Groupama-FDJ GFC                         | Groupama-FDJ GFC          | Groupama-FDJ GFC |
| ---------------------------------------- | ------------------------- | ---------------- |
| م                                        | عداء                      | مرتبة            |
| 121                                      | Guillaume Martin-Guyonnet | 13               |
| 122                                      | ريمي كافانيا              | 58               |
| 123                                      | Kevin Geniets ‏            | 25               |
| 124                                      | Thibaud Gruel ‏            | 69               |
| 125                                      | جون جاكوبس                | 50               |
| 126                                      | ستيفان كونغ               | 45               |
| 127                                      | Enzo Paleni ‏              | 90               |
| مدير الرياضة: Yvon Caër‏, بينوا فوجرينارد |                           |                  |

| XDS Astana Team XAT                      | XDS Astana Team XAT  | XDS Astana Team XAT |
| ---------------------------------------- | -------------------- | ------------------- |
| م                                        | عداء                 | مرتبة               |
| 131                                      | Harold Tejada ‏       | 8                   |
| 132                                      | سيس بول              | لم يبدأ-7           |
| 133                                      | Clément Champoussin ‏ | 7                   |
| 134                                      | Anthon Charmig ‏      | 101                 |
| 135                                      | Yevgeniy Fedorov ‏    | 99                  |
| 136                                      | مايك تيونسين         | 52                  |
| 137                                      | Nicolas Vinokurov ‏   | 47                  |
| مدير الرياضة: Dmitry Fofonov ‏, بيتر كينو |                      |                     |

| Arkéa-B&B Hotels ARK                  | Arkéa-B&B Hotels ARK      | Arkéa-B&B Hotels ARK |
| ------------------------------------- | ------------------------- | -------------------- |
| م                                     | عداء                      | مرتبة                |
| 141                                   | ارنو ديمار                | لم يبدأ-7            |
| 142                                   | Ewen Costiou ‏             | 49                   |
| 143                                   | Raúl García Pierna ‏       | 16                   |
| 144                                   | Thibault Guernalec ‏       | 54                   |
| 145                                   | مايلز سكوتسون             | 108                  |
| 146                                   | فلوريان سينيشال           | لم يكمل السباق-2     |
| 147                                   | Pierre Thierry (cyclist) ‏ | 107                  |
| مدير الرياضة: ارنو جيرار, لوران بيشون |                           |                      |

| EF Education-EasyPost EFE                      | EF Education-EasyPost EFE | EF Education-EasyPost EFE |
| ---------------------------------------------- | ------------------------- | ------------------------- |
| م                                              | عداء                      | مرتبة                     |
| 151                                            | نيلسون بوولس              | 31                        |
| 152                                            | فينتشنزو ألبانيز          | 87                        |
| 153                                            | كاسبر أصغرين              | لم يبدأ-2                 |
| 154                                            | أوين دول                  | 46                        |
| 155                                            | Georg Steinhauser ‏        | 38                        |
| 156                                            | Harry Sweeny ‏             | 64                        |
| 157                                            | Max Walker (cyclist) ‏     | لم يكمل السباق-8          |
| مدير الرياضة: سيباستيان لانجفيلد, أندرياس كلير |                           |                           |

| أونو-إكس موبيليتي ‏ UXM                         | أونو-إكس موبيليتي ‏ UXM | أونو-إكس موبيليتي ‏ UXM |
| ---------------------------------------------- | ---------------------- | ---------------------- |
| م                                              | عداء                   | مرتبة                  |
| 161                                            | ألكسندر كريستوف        | لم يكمل السباق-7       |
| 162                                            | جوناس إبراهمسين ‏       | لم يبدأ-7              |
| 163                                            | اموند جروندل يانسن     | لم يبدأ-4              |
| 164                                            | يوهانس كولسيت ‏         | 32                     |
| 165                                            | Andreas Leknessund ‏    | 29                     |
| 166                                            | أندرس سكارسيث          | 78                     |
| 167                                            | راسموس تيلر            | 93                     |
| مدير الرياضة: ستيغ كريستيانسن, كريستيان أندرسن |                        |                        |

| Cofidis COF                                     | Cofidis COF            | Cofidis COF      |
| ----------------------------------------------- | ---------------------- | ---------------- |
| م                                               | عداء                   | مرتبة            |
| 171                                             | Stanisław Aniołkowski ‏ | لم يبدأ-7        |
| 172                                             | ايمي دي جندت           | لم يبدأ-7        |
| 173                                             | Clément Izquierdo ‏     | 80               |
| 174                                             | Sam Maisonobe ‏         | لم يكمل السباق-4 |
| 175                                             | Sylvain Moniquet ‏      | لم يكمل السباق-5 |
| 176                                             | أنتوني بيريز           | 73               |
| 177                                             | سيرجيو ساميتيير        | 75               |
| مدير الرياضة: جيمي إنجولفينت, Jean-Luc Jonrond ‏ |                        |                  |

| Intermarché-Wanty IWA                        | Intermarché-Wanty IWA      | Intermarché-Wanty IWA |
| -------------------------------------------- | -------------------------- | --------------------- |
| م                                            | عداء                       | مرتبة                 |
| 181                                          | جورج تسيمارمان             | 20                    |
| 182                                          | Kobe Goossens ‏             | 19                    |
| 183                                          | هوغو بيج ‏                  | لم يبدأ-7             |
| 184                                          | أدريان بيتي                | لم يكمل السباق-8      |
| 185                                          | ديون سميث                  | 63                    |
| 186                                          | Taco van der Hoorn ‏        | لم يبدأ-3             |
| 187                                          | Roel van Sintmaartensdijk ‏ | لم يبدأ-8             |
| مدير الرياضة: Steven De Neef ‏, بيتر فانسبيوك |                            |                       |

| Team TotalEnergies TEN                   | Team TotalEnergies TEN | Team TotalEnergies TEN |
| ---------------------------------------- | ---------------------- | ---------------------- |
| م                                        | عداء                   | مرتبة                  |
| 191                                      | أنتوني تورجيس          | لم يكمل السباق-7       |
| 192                                      | Steff Cras ‏            | لم يكمل السباق-4       |
| 193                                      | Alexandre Delettre ‏    | 70                     |
| 194                                      | Thomas Gachignard ‏     | 41                     |
| 195                                      | Emilien Jeannière ‏     | 100                    |
| 196                                      | Jordan Jegat ‏          | 23                     |
| 197                                      | صموئيل لورو ‏           | لم يكمل السباق-5       |
| مدير الرياضة: رومان سيكار, Thibaut Macé ‏ |                        |                        |

| Alpecin-Deceuninck ADC                    | Alpecin-Deceuninck ADC           | Alpecin-Deceuninck ADC |
| ----------------------------------------- | -------------------------------- | ---------------------- |
| م                                         | عداء                             | مرتبة                  |
| 201                                       | Tibor Del Grosso ‏                | 81                     |
| 202                                       | توبياس باير                      | 96                     |
| 203                                       | Ramses Debruyne ‏                 | 72                     |
| 204                                       | Timo Kielich ‏                    | 83                     |
| 205                                       | إدوارد بلانكايرتإدوارد بلانكايرت | 97                     |
| 206                                       | Oscar Riesebeek ‏                 | 112                    |
| 207                                       | Luca Vergallito ‏                 | 22                     |
| مدير الرياضة: فريدريك ويليمز, ينس كوكلاير |                                  |                        |

| كاجا رورال-سيغوروس ‏ CJR                               | كاجا رورال-سيغوروس ‏ CJR | كاجا رورال-سيغوروس ‏ CJR |
| ----------------------------------------------------- | ----------------------- | ----------------------- |
| م                                                     | عداء                    | مرتبة                   |
| 211                                                   | Iúri Leitão ‏            | لم يكمل السباق-8        |
| 212                                                   | Sebastian Berwick ‏      | لم يكمل السباق-8        |
| 213                                                   | Samuel Fernández ‏       | 114                     |
| 214                                                   | Joel Nicolau ‏           | 106                     |
| 215                                                   | Jakub Otruba ‏           | 95                      |
| 216                                                   | Guillermo Thomas Silva ‏ | 48                      |
| 217                                                   | Gorka Sorarrain ‏        | لم يكمل السباق-2        |
| مدير الرياضة: روبين مارتينيز ‏, Genaro Prego Dominguez‏ |                         |                         |

| Team Visma \| Lease a Bike TVL                | Team Visma \| Lease a Bike TVL | Team Visma \| Lease a Bike TVL |
| --------------------------------------------- | ------------------------------ | ------------------------------ |
| م                                             | عداء                           | مرتبة                          |
| 1                                             | Matteo Jorgenson ‏              | 1                              |
| 2                                             | Edoardo Affini ‏ (زمني فردي)    | 104                            |
| 3                                             | فكتور كامبنارتس                | 56                             |
| 4                                             | بير ستراند هاجينز              | لم يكمل السباق-8               |
| 5                                             | Bart Lemmen ‏                   | 71                             |
| 6                                             | جوناس فينجارد                  | لم يبدأ-6                      |
| 7                                             | Axel Zingle ‏                   | 53                             |
| مدير الرياضة: فرانس ماسين, Arthur van Dongen ‏ |                                |                                |

| Soudal Quick-Step SOQ                   | Soudal Quick-Step SOQ | Soudal Quick-Step SOQ |
| --------------------------------------- | --------------------- | --------------------- |
| م                                       | عداء                  | مرتبة                 |
| 11                                      | ماكسيميليان شاخمان    | 17                    |
| 12                                      | Ayco Bastiaens ‏       | 102                   |
| 13                                      | يفيس لامارت           | 86                    |
| 14                                      | تيم ميرلير (طريق)     | لم يكمل السباق-8      |
| 15                                      | دريس فان جيستل        | 76                    |
| 16                                      | Bert Van Lerberghe ‏   | لم يكمل السباق-8      |
| 17                                      | Ilan Van Wilder ‏      | 10                    |
| مدير الرياضة: توم ستيلز, درايس ديفينينز |                       |                       |

| UAE Team Emirates XRG UAD                      | UAE Team Emirates XRG UAD    | UAE Team Emirates XRG UAD |
| ---------------------------------------------- | ---------------------------- | ------------------------- |
| م                                              | عداء                         | مرتبة                     |
| 21                                             | براندون ماكنولتي (زمني فردي) | لم يكمل السباق-8          |
| 22                                             | جواو ألميدا                  | 6                         |
| 23                                             | إيفو أوليفيرا                | 105                       |
| 24                                             | خوان سباستيان مولانو         | لم يبدأ-7                 |
| 25                                             | جوناتان نارفيز (طريق)        | 37                        |
| 26                                             | Nils Politt ‏ (زمني فردي)     | 40                        |
| 27                                             | بافل سيفاكوف                 | 85                        |
| مدير الرياضة: فابيو بالداتو, Simone Pedrazzini‏ |                              |                           |

| Lidl-Trek LTK                          | Lidl-Trek LTK           | Lidl-Trek LTK    |
| -------------------------------------- | ----------------------- | ---------------- |
| م                                      | عداء                    | مرتبة            |
| 31                                     | Mattias Skjelmose       | لم يكمل السباق-7 |
| 32                                     | جوليان برنارد           | لم يبدأ-4        |
| 33                                     | ريان جيبونز             | لم يكمل السباق-5 |
| 34                                     | Daan Hoole ‏ (زمني فردي) | 57               |
| 35                                     | اليكس كيرش              | 65               |
| 36                                     | مادس بيدرسن             | 26               |
| 37                                     | Otto Vergaerde ‏         | 79               |
| مدير الرياضة: ستيفن دي جونغ, مايكل شير |                         |                  |

| Red Bull-Bora-Hansgrohe RBH                | Red Bull-Bora-Hansgrohe RBH | Red Bull-Bora-Hansgrohe RBH |
| ------------------------------------------ | --------------------------- | --------------------------- |
| م                                          | عداء                        | مرتبة                       |
| 41                                         | ألكساندر فلاسوف             | 35                          |
| 42                                         | Florian Lipowitz ‏           | 2                           |
| 43                                         | ريان مولين                  | 110                         |
| 44                                         | Matteo Sobrero ‏             | 28                          |
| 45                                         | Mick van Dijke ‏             | 91                          |
| 46                                         | داني فان بوبيل              | لم يكمل السباق-2            |
| 47                                         | Ben Zwiehoff ‏               | 36                          |
| مدير الرياضة: باتكسي فيلا, Shane Archbold ‏ |                             |                             |

| Team Jayco AlUla JAY                   | Team Jayco AlUla JAY   | Team Jayco AlUla JAY |
| -------------------------------------- | ---------------------- | -------------------- |
| م                                      | عداء                   | مرتبة                |
| 51                                     | بين أوكونور            | 14                   |
| 52                                     | Luke Durbridge ‏ (طريق) | لم يكمل السباق-2     |
| 53                                     | مايكل هيبورن           | 111                  |
| 54                                     | مايكل ماثيوز           | 55                   |
| 55                                     | Kelland O'Brien ‏       | 66                   |
| 56                                     | ماورو شميد (طريق)      | 33                   |
| 57                                     | ماكس والشيد            | لم يبدأ-7            |
| مدير الرياضة: ماثيو هيمان, بيتر وينينج |                        |                      |

| Ineos Grenadiers IGD                      | Ineos Grenadiers IGD      | Ineos Grenadiers IGD |
| ----------------------------------------- | ------------------------- | -------------------- |
| م                                         | عداء                      | مرتبة                |
| 61                                        | ثيمين أرينسمان            | 3                    |
| 62                                        | توبياس فوس                | 9                    |
| 63                                        | بوب جونهيلس               | 67                   |
| 64                                        | ماغنوس شيفيلد             | 4                    |
| 65                                        | بن سويفت                  | 74                   |
| 66                                        | Josh Tarling ‏ (زمني فردي) | 27                   |
| 67                                        | Samuel Watson (cyclist) ‏  | 77                   |
| مدير الرياضة: كريستيان نيز, ليوناردو باسو |                           |                      |

| Decathlon-AG2R La Mondiale DAT            | Decathlon-AG2R La Mondiale DAT | Decathlon-AG2R La Mondiale DAT |
| ----------------------------------------- | ------------------------------ | ------------------------------ |
| م                                         | عداء                           | مرتبة                          |
| 71                                        | فيليكس غال                     | 18                             |
| 72                                        | برونو أرميريل                  | 62                             |
| 73                                        | Stefan Bissegger ‏              | 43                             |
| 74                                        | Sander De Pestel ‏              | 82                             |
| 75                                        | أوليفر ناسن                    | 59                             |
| 76                                        | Aurélien Paret-Peintre ‏        | 12                             |
| 77                                        | كالوم سكوتسون                  | 61                             |
| مدير الرياضة: سيريل ديسيل, سيباستيان جولي |                                |                                |

| Bahrain Victorious TBV                      | Bahrain Victorious TBV    | Bahrain Victorious TBV |
| ------------------------------------------- | ------------------------- | ---------------------- |
| م                                           | عداء                      | مرتبة                  |
| 81                                          | Santiago Buitrago ‏        | لم يكمل السباق-4       |
| 82                                          | Matevž Govekar ‏           | 109                    |
| 83                                          | Kamil Gradek ‏             | 113                    |
| 84                                          | جاك هايغ                  | 30                     |
| 85                                          | Lenny Martinez (cyclist) ‏ | 24                     |
| 86                                          | فرد رايت                  | 68                     |
| 87                                          | Edoardo Zambanini ‏        | 42                     |
| مدير الرياضة: رومان كريوزيجير, آرت فيرهوتين |                           |                        |

| Team Picnic-PostNL TPP                     | Team Picnic-PostNL TPP | Team Picnic-PostNL TPP |
| ------------------------------------------ | ---------------------- | ---------------------- |
| م                                          | عداء                   | مرتبة                  |
| 91                                         | وارن بارجويل           | 34                     |
| 92                                         | توبياس لوند أندرسن ‏    | 84                     |
| 93                                         | جون ديجينكولب          | 94                     |
| 94                                         | شون فلين ‏              | 92                     |
| 95                                         | فابيو جاكوبسن          | لم يكمل السباق-5       |
| 96                                         | Tim Naberman ‏          | لم يكمل السباق-7       |
| 97                                         | Julius van den Berg ‏   | 89                     |
| مدير الرياضة: Melvin Rullière ‏, رودي كيما ‏ |                        |                        |

| Movistar Team MOV                               | Movistar Team MOV          | Movistar Team MOV |
| ----------------------------------------------- | -------------------------- | ----------------- |
| م                                               | عداء                       | مرتبة             |
| 101                                             | Iván Romeo ‏                | 21                |
| 102                                             | ويل بارتا                  | 15                |
| 103                                             | Pablo Castrillo ‏           | 11                |
| 104                                             | جيفرسون سيبيدا (زمني فردي) | لم يكمل السباق-7  |
| 105                                             | إيفان غارسيا               | 51                |
| 106                                             | Lorenzo Milesi ‏            | 60                |
| 107                                             | Manlio Moro ‏               | 98                |
| مدير الرياضة: بابلو لاستراس, خوسيه خواكين روخاس |                            |                   |

| سويس ريسينغ أكادمي ‏ TUD                               | سويس ريسينغ أكادمي ‏ TUD | سويس ريسينغ أكادمي ‏ TUD |
| ----------------------------------------------------- | ----------------------- | ----------------------- |
| م                                                     | عداء                    | مرتبة                   |
| 111                                                   | جوليان ألافيليب         | 44                      |
| 112                                                   | Alberto Dainese ‏        | لم يبدأ-8               |
| 113                                                   | Robin Froidevaux ‏       | لم يبدأ-7               |
| 114                                                   | ماركو هالر              | 88                      |
| 115                                                   | Fabian Lienhard ‏        | 103                     |
| 116                                                   | مايكل ستورر             | 5                       |
| 117                                                   | ماتيو ترينتين           | 39                      |
| مدير الرياضة: Morgan Lamoisson ‏, Sylvain Blanquefort ‏ |                         |                         |

| Groupama-FDJ GFC                         | Groupama-FDJ GFC          | Groupama-FDJ GFC |
| ---------------------------------------- | ------------------------- | ---------------- |
| م                                        | عداء                      | مرتبة            |
| 121                                      | Guillaume Martin-Guyonnet | 13               |
| 122                                      | ريمي كافانيا              | 58               |
| 123                                      | Kevin Geniets ‏            | 25               |
| 124                                      | Thibaud Gruel ‏            | 69               |
| 125                                      | جون جاكوبس                | 50               |
| 126                                      | ستيفان كونغ               | 45               |
| 127                                      | Enzo Paleni ‏              | 90               |
| مدير الرياضة: Yvon Caër‏, بينوا فوجرينارد |                           |                  |

| XDS Astana Team XAT                      | XDS Astana Team XAT  | XDS Astana Team XAT |
| ---------------------------------------- | -------------------- | ------------------- |
| م                                        | عداء                 | مرتبة               |
| 131                                      | Harold Tejada ‏       | 8                   |
| 132                                      | سيس بول              | لم يبدأ-7           |
| 133                                      | Clément Champoussin ‏ | 7                   |
| 134                                      | Anthon Charmig ‏      | 101                 |
| 135                                      | Yevgeniy Fedorov ‏    | 99                  |
| 136                                      | مايك تيونسين         | 52                  |
| 137                                      | Nicolas Vinokurov ‏   | 47                  |
| مدير الرياضة: Dmitry Fofonov ‏, بيتر كينو |                      |                     |

| Arkéa-B&B Hotels ARK                  | Arkéa-B&B Hotels ARK      | Arkéa-B&B Hotels ARK |
| ------------------------------------- | ------------------------- | -------------------- |
| م                                     | عداء                      | مرتبة                |
| 141                                   | ارنو ديمار                | لم يبدأ-7            |
| 142                                   | Ewen Costiou ‏             | 49                   |
| 143                                   | Raúl García Pierna ‏       | 16                   |
| 144                                   | Thibault Guernalec ‏       | 54                   |
| 145                                   | مايلز سكوتسون             | 108                  |
| 146                                   | فلوريان سينيشال           | لم يكمل السباق-2     |
| 147                                   | Pierre Thierry (cyclist) ‏ | 107                  |
| مدير الرياضة: ارنو جيرار, لوران بيشون |                           |                      |

| EF Education-EasyPost EFE                      | EF Education-EasyPost EFE | EF Education-EasyPost EFE |
| ---------------------------------------------- | ------------------------- | ------------------------- |
| م                                              | عداء                      | مرتبة                     |
| 151                                            | نيلسون بوولس              | 31                        |
| 152                                            | فينتشنزو ألبانيز          | 87                        |
| 153                                            | كاسبر أصغرين              | لم يبدأ-2                 |
| 154                                            | أوين دول                  | 46                        |
| 155                                            | Georg Steinhauser ‏        | 38                        |
| 156                                            | Harry Sweeny ‏             | 64                        |
| 157                                            | Max Walker (cyclist) ‏     | لم يكمل السباق-8          |
| مدير الرياضة: سيباستيان لانجفيلد, أندرياس كلير |                           |                           |

| أونو-إكس موبيليتي ‏ UXM                         | أونو-إكس موبيليتي ‏ UXM | أونو-إكس موبيليتي ‏ UXM |
| ---------------------------------------------- | ---------------------- | ---------------------- |
| م                                              | عداء                   | مرتبة                  |
| 161                                            | ألكسندر كريستوف        | لم يكمل السباق-7       |
| 162                                            | جوناس إبراهمسين ‏       | لم يبدأ-7              |
| 163                                            | اموند جروندل يانسن     | لم يبدأ-4              |
| 164                                            | يوهانس كولسيت ‏         | 32                     |
| 165                                            | Andreas Leknessund ‏    | 29                     |
| 166                                            | أندرس سكارسيث          | 78                     |
| 167                                            | راسموس تيلر            | 93                     |
| مدير الرياضة: ستيغ كريستيانسن, كريستيان أندرسن |                        |                        |

| Cofidis COF                                     | Cofidis COF            | Cofidis COF      |
| ----------------------------------------------- | ---------------------- | ---------------- |
| م                                               | عداء                   | مرتبة            |
| 171                                             | Stanisław Aniołkowski ‏ | لم يبدأ-7        |
| 172                                             | ايمي دي جندت           | لم يبدأ-7        |
| 173                                             | Clément Izquierdo ‏     | 80               |
| 174                                             | Sam Maisonobe ‏         | لم يكمل السباق-4 |
| 175                                             | Sylvain Moniquet ‏      | لم يكمل السباق-5 |
| 176                                             | أنتوني بيريز           | 73               |
| 177                                             | سيرجيو ساميتيير        | 75               |
| مدير الرياضة: جيمي إنجولفينت, Jean-Luc Jonrond ‏ |                        |                  |

| Intermarché-Wanty IWA                        | Intermarché-Wanty IWA      | Intermarché-Wanty IWA |
| -------------------------------------------- | -------------------------- | --------------------- |
| م                                            | عداء                       | مرتبة                 |
| 181                                          | جورج تسيمارمان             | 20                    |
| 182                                          | Kobe Goossens ‏             | 19                    |
| 183                                          | هوغو بيج ‏                  | لم يبدأ-7             |
| 184                                          | أدريان بيتي                | لم يكمل السباق-8      |
| 185                                          | ديون سميث                  | 63                    |
| 186                                          | Taco van der Hoorn ‏        | لم يبدأ-3             |
| 187                                          | Roel van Sintmaartensdijk ‏ | لم يبدأ-8             |
| مدير الرياضة: Steven De Neef ‏, بيتر فانسبيوك |                            |                       |

| Team TotalEnergies TEN                   | Team TotalEnergies TEN | Team TotalEnergies TEN |
| ---------------------------------------- | ---------------------- | ---------------------- |
| م                                        | عداء                   | مرتبة                  |
| 191                                      | أنتوني تورجيس          | لم يكمل السباق-7       |
| 192                                      | Steff Cras ‏            | لم يكمل السباق-4       |
| 193                                      | Alexandre Delettre ‏    | 70                     |
| 194                                      | Thomas Gachignard ‏     | 41                     |
| 195                                      | Emilien Jeannière ‏     | 100                    |
| 196                                      | Jordan Jegat ‏          | 23                     |
| 197                                      | صموئيل لورو ‏           | لم يكمل السباق-5       |
| مدير الرياضة: رومان سيكار, Thibaut Macé ‏ |                        |                        |

| Alpecin-Deceuninck ADC                    | Alpecin-Deceuninck ADC           | Alpecin-Deceuninck ADC |
| ----------------------------------------- | -------------------------------- | ---------------------- |
| م                                         | عداء                             | مرتبة                  |
| 201                                       | Tibor Del Grosso ‏                | 81                     |
| 202                                       | توبياس باير                      | 96                     |
| 203                                       | Ramses Debruyne ‏                 | 72                     |
| 204                                       | Timo Kielich ‏                    | 83                     |
| 205                                       | إدوارد بلانكايرتإدوارد بلانكايرت | 97                     |
| 206                                       | Oscar Riesebeek ‏                 | 112                    |
| 207                                       | Luca Vergallito ‏                 | 22                     |
| مدير الرياضة: فريدريك ويليمز, ينس كوكلاير |                                  |                        |

| كاجا رورال-سيغوروس ‏ CJR                               | كاجا رورال-سيغوروس ‏ CJR | كاجا رورال-سيغوروس ‏ CJR |
| ----------------------------------------------------- | ----------------------- | ----------------------- |
| م                                                     | عداء                    | مرتبة                   |
| 211                                                   | Iúri Leitão ‏            | لم يكمل السباق-8        |
| 212                                                   | Sebastian Berwick ‏      | لم يكمل السباق-8        |
| 213                                                   | Samuel Fernández ‏       | 114                     |
| 214                                                   | Joel Nicolau ‏           | 106                     |
| 215                                                   | Jakub Otruba ‏           | 95                      |
| 216                                                   | Guillermo Thomas Silva ‏ | 48                      |
| 217                                                   | Gorka Sorarrain ‏        | لم يكمل السباق-2        |
| مدير الرياضة: روبين مارتينيز ‏, Genaro Prego Dominguez‏ |                         |                         |

## التصنيف العام النهائي
| التصنيف العام | التصنيف العام           | التصنيف العام              | التصنيف العام  | التصنيف العام |
| العداء        | العداء                  | الفريق                     | الوقت          |               |
| ------------- | ----------------------- | -------------------------- | -------------- | ------------- |
| 1             | Matteo Jorgenson ‏       | Team Visma \| Lease a Bike | 26 س 26 د 42 ث |               |
| 2             | Florian Lipowitz ‏       | بورا–هانسغروه              | + 1 د 15 ث     |               |
| 3             | ثيمين أرينسمان          | فريق إنيوس                 | + 1 د 58 ث     |               |
| 4             | ماغنوس شيفيلد           | فريق إنيوس                 | + 2 د 17 ث     |               |
| 5             | مايكل ستورر             | سويس ريسينغ أكادمي ‏        | + 3 د 03 ث     |               |
| 6             | جواو ألميدا             | فريق الإمارات              | + 3 د 57 ث     |               |
| 7             | Clément Champoussin ‏    | فريق آستانا                | + 4 د 00 ث     |               |
| 8             | Harold Tejada ‏          | فريق آستانا                | + 4 د 53 ث     |               |
| 9             | توبياس فوس              | فريق إنيوس                 | + 4 د 59 ث     |               |
| 10            | Ilan Van Wilder ‏        | دكونيك كويك ستب            | + 5 د 26 ث     |               |
| 11            | Pablo Castrillo ‏        | موفيستار                   | + 5 د 45 ث     |               |
| 12            | Aurélien Paret-Peintre ‏ | أيه إل أم                  | + 6 د 07 ث     |               |
| 13            | ويليام مارتن            | إف دي جي                   | + 6 د 43 ث     |               |
| 14            | بين أوكونور             | فريق جايكو-العلا           | + 8 د 51 ث     |               |
| 15            | ويل بارتا               | موفيستار                   | + 9 د 53 ث     |               |
|               |                         |                            |                |               |
|               |                         |                            |                |               |

### تصنيف النقاط
| تصنيف النقاط | تصنيف النقاط              | تصنيف النقاط                          | تصنيف النقاط | تصنيف النقاط |
| العداء       | العداء                    | الفريق                                | النقاط       |              |
| ------------ | ------------------------- | ------------------------------------- | ------------ | ------------ |
| 1            | مادس بيدرسن               | تريك سيغافريدو                        | 62 نقطة      |              |
| 2            | Matteo Jorgenson ‏         | Team Visma \| Lease a Bike            | 57 نقطة      |              |
| 3            | ماغنوس شيفيلد             | فريق إنيوس                            | 41 نقطة      |              |
| 4            | Axel Zingle ‏              | Team Visma \| Lease a Bike            | 36 نقطة      |              |
| 5            | مايكل ستورر               | سويس ريسينغ أكادمي ‏                   | 33 نقطة      |              |
| 6            | Florian Lipowitz ‏         | بورا–هانسغروه                         | 28 نقطة      |              |
| 7            | Lenny Martinez (cyclist) ‏ | فريق البحرين ميريدا للدراجات الهوائية | 27 نقطة      |              |
| 8            | Timo Kielich ‏             | البيسين فينيكس                        | 26 نقطة      |              |
| 9            | Josh Tarling ‏             | فريق إنيوس                            | 22 نقطة      |              |
| 10           | Emilien Jeannière ‏        | ديركت إينرجي                          | 22 نقطة      |              |
|              |                           |                                       |              |              |
|              |                           |                                       |              |              |

### تصنيف الجبال
| تصنيف الجبال | تصنيف الجبال              | تصنيف الجبال                          | تصنيف الجبال | تصنيف الجبال |
| العداء       | العداء                    | الفريق                                | النقاط       |              |
| ------------ | ------------------------- | ------------------------------------- | ------------ | ------------ |
| 1            | Thomas Gachignard ‏        | ديركت إينرجي                          | 21 نقطة      |              |
| 2            | مايكل ستورر               | سويس ريسينغ أكادمي ‏                   | 20 نقطة      |              |
| 3            | جواو ألميدا               | فريق الإمارات                         | 20 نقطة      |              |
| 4            | Alexandre Delettre ‏       | ديركت إينرجي                          | 17 نقطة      |              |
| 5            | Lenny Martinez (cyclist) ‏ | فريق البحرين ميريدا للدراجات الهوائية | 14 نقطة      |              |
| 6            | توبياس فوس                | فريق إنيوس                            | 14 نقطة      |              |
| 7            | ماغنوس شيفيلد             | فريق إنيوس                            | 12 نقطة      |              |
| 8            | Matteo Jorgenson ‏         | Team Visma \| Lease a Bike            | 12 نقطة      |              |
| 9            | ألكساندر فلاسوف           | بورا–هانسغروه                         | 11 نقطة      |              |
| 10           | Josh Tarling ‏             | فريق إنيوس                            | 10 نقطة      |              |
|              |                           |                                       |              |              |
|              |                           |                                       |              |              |

## تصنيف الفرق

### الفرق حسب الوقت
| تصنيف الفرق حسب الوقت | تصنيف الفرق حسب الوقت | تصنيف الفرق حسب الوقت | تصنيف الفرق حسب الوقت |
| الفريق                | الفريق                | الوقت                 |                       |
| --------------------- | --------------------- | --------------------- | --------------------- |
| 1                     | فريق إنيوس            | 79 س 29 د 04 ث        |                       |
| 2                     | موفيستار              | + 15 د 32 ث           |                       |
| 3                     | بورا–هانسغروه         | + 24 د 30 ث           |                       |
| 4                     | فريق آستانا           | + 25 د 20 ث           |                       |
| 5                     | أيه إل أم             | + 25 د 51 ث           |                       |
| 6                     | فريق الإمارات         | + 31 د 05 ث           |                       |
| 7                     | إف دي جي              | + 40 د 13 ث           |                       |
| 8                     | فريق جايكو-العلا      | + 45 د 01 ث           |                       |
| 9                     | جامبو فيسما للسيدات ‏  | + 45 د 50 ث           |                       |
| 10                    | سويس ريسينغ أكادمي ‏   | + 53 د 02 ث           |                       |
|                       |                       |                       |                       |
|                       |                       |                       |                       |

## تصانيف فرعية

### تصنيف أفضل شاب
| تصنيف أفضل شاب | تصنيف أفضل شاب            | تصنيف أفضل شاب                        | تصنيف أفضل شاب | تصنيف أفضل شاب |
| العداء         | العداء                    | الفريق                                | الوقت          |                |
| -------------- | ------------------------- | ------------------------------------- | -------------- | -------------- |
| 1              | Florian Lipowitz ‏         | بورا–هانسغروه                         | 26 س 27 د 57 ث |                |
| 2              | ماغنوس شيفيلد             | فريق إنيوس                            | + 1 د 02 ث     |                |
| 3              | Ilan Van Wilder ‏          | دكونيك كويك ستب                       | + 4 د 11 ث     |                |
| 4              | Pablo Castrillo ‏          | موفيستار                              | + 4 د 30 ث     |                |
| 5              | Raúl García Pierna ‏       | فورتنيو سامسيك                        | + 8 د 52 ث     |                |
| 6              | Iván Romeo ‏               | موفيستار                              | + 13 د 33 ث    |                |
| 7              | Lenny Martinez (cyclist) ‏ | فريق البحرين ميريدا للدراجات الهوائية | + 16 د 13 ث    |                |
| 8              | Josh Tarling ‏             | فريق إنيوس                            | + 17 د 06 ث    |                |
| 9              | يوهانس كولسيت ‏            | أونو-إكس موبيليتي ‏                    | + 21 د 13 ث    |                |
| 10             | Georg Steinhauser ‏        | إي أف إديوكيشن نيبو                   | + 29 د 13 ث    |                |
|                |                           |                                       |                |                |
|                |                           |                                       |                |                |